# James Cohan Gallery
James Cohan Gallery est une galerie implanté à New York et Shanghai.

## Biographie
En septembre 1999, James et Jane Cohan ouvre une galerie sur West 57th Street avec une exposition de Gilbert et George. En 2002, il déménage au 533 West 26th Street à Chelsea puis ouvre un local à Shanghai en juillet 2008 au cœur de la concession française et occupe le rez-de-chaussée d'un immeuble des années 30 sur Yueyang Road.
Il a également collaboré avec la John Weber Gallery, la Paula Copper Gallery, la Anthony d’Offay Gallery.
En juillet 2015, une nouvelle antenne des galeries de James Cohan ouvre dans le Lower East Side de Manhattan, au rez-de-chaussée du 291 Grand Street. 

## Artistes exposés
- The Estate of Robert Smithson
- Manfredi Beninati
- Ingrid Calame
- Simon Evans
- Trenton Doyle Hancock
- Yun-Fei Ji
- Richard Long
- Beatriz Milhazes
- Ron Mueck
- Bill Owens
- Roxy Paine
- Hiraki Sawa
- Yinka Shonibare
- Erick Swenson
- Tabaimo
- Alison Elizabeth Taylor
- Fred Tomaselli
- Bill Viola
- Wim Wenders
- Xu Zhen
- Folkert de Jong
- Nam
- June Paik
- Richard Patterson
- Alan Saret
- Hiraki Sawa
- Elias Sime[4]